# 쇼와초역 (오사카부)
쇼와초역(일본어: 昭和町駅, しょうわちょうえき, Shouwachou-eki)은 일본 오사카부 오사카시 아베노구에 있는 오사카 시 교통국의 철도역이다.

## 역 구조
상대식 승강장 2면 2선의 지하역. 개찰구는 승강장 양방향 끝에 1개씩 있다.

### 승강장
| 1 | 미도스지 선 (하행) | 아비코·나카모즈 방면                 |
| 2 | 미도스지 선 (상행) | 덴노지·난바·우메다·미노오카야노 방면 |

## 역 주변
- 아베노구청
- 아베노 세무서
- 아베노 우체국
- 지하철 다니마치 선 후미노사토 역
- 오사카 시립 아베노 소·중학교
- 오사카 시립 쇼와초 중학교
- 후미노사토 상점가
- 모모가이케 공원
- 데라니시 연립주택

## 역사
- 1951년 12월 20일: 1호선(현재의 미도스지 선)의 덴노지 ~ 쇼와초 간 연장개통으로 개업 당시에는 쇼와초 역 부근이 U자형 터널구조였고, 당시 시종착역이었음.
- 1952년 10월 5일: 1호선 당역 ~ 니시타나베 간 연장개통으로 중간역으로 전환,동시에 쇼와쵸 유턴 폐지.
- 1969년 12월 6일:번호를 124에서 M24로 변경